# دنهاوزن
دنهاوزن (به آلمانی: Dennhausen) یک منطقهٔ مسکونی در آلمان است که در هسن واقع شده‌است.